# فلتمن (کمیک)
فلتمن (مت) یک ابرقهرمان جهش یافته خیالی است که در کتاب های کمیک آمریکایی منتشر شده توسط مارول کامیکس ظاهر می شود.  

## تاریخچه انتشار
او یکی از اعضای گروه انتقام جویان گریت لیکز است.فلتمن که توسط جان بیرن (کمیک) خلق شد، اولین بار در سال ۱۹۸۹ در صفحات انتقام جویان سواحل غربی شماره ۴۶ ظاهر شد.

## External links
- Flatman at Marvel.com
- Great Lakes Avengers
- Gay League Profile